# Фарао
„Фарао“ (на английски: Pharao) е сред най-успешните евроденс групи в Германия.
Създадена е в края на 1993 г. от германските продуценти Александър Хокинг и DJ Стиви Стив. Съставът на групата е постоянен – включва вокалистката Кира Фарао и американския рапър Дийн Блу.

## Дискография
Първият сингъл е „I Show You Secrets“, Издаден през 1994 г. като дебютен сингъл, който удари успех в Австрия и Израел, където достигна своя връх на пето място, а в Германия и Швейцария, където достигна своя връх на шесто място. В Швеция достигна номер 14, а в Белгия песента достигна своя връх на 42.
През 1997 г., след почти две години мълчание, издават своя втори албум, The Return, макар и без Дийн Блу, който дотогава е напуснал групата.
Първият сингъл „Храм на любовта“ от този албум достигна върха си с номер 36 на немската класация за сингли, и достигна номер 7 на финландската класация за сингли, наред с други.
Но през 2014 г. Кира Фарао се завръща, и заедно с групата обикаля с всичките си стари песни, заедно с княз Дамиен, избран за нов рапър на Фарао.
През 2015 г. е издаден компилационен албум под името „Best Of 1994 – 1998“, всички песни са дигитално променени. той не е издаден от звукозаписна компания.

## Албуми
- Pharao (1994)
- The Return (1997)

## Сингли
- I Show You Secrets (1994)
- There Is A Star (1994)
- World Of Magic (1995)
- Temple Of Love (1997)
- Once Upon A Time (1997)